# Biblioteca Legale
La Biblioteca Legale è stata una collana editoriale dedicata ad argomenti giuridici, pubblicata dalla Casa Editrice E. Pietrocola di Napoli tra il 1882 e il 1943. 

## Storia e caratterizzazione editoriale
Come risulta sia dall'Opac Sbn, sia dal catalogo della Casa editrice E. Pietrocola successore P.A. Molina del 1904, l'inizio della collana risale al 1882, prima cioè che Emanuele Pietrocola, futuro fondatore della casa editrice legata al suo nome, rilevasse la Tipografia editoriale dell'Indicatore generale del commercio. Quasi sempre fu indicata in copertina una periodicità mensile delle pubblicazioni, ma in più di sessanta anni di vita il totale della pubblicazioni è almeno di 3813 numeri, cioè più di quanti sarebbero stati pubblicati nello stesso arco di tempo mantenendo una costante cadenza settimanale. Il formato più diffuso sembra essere, pur con piccole variazioni, 17x12 cm. La consistenza dei testi può variare da libretti di una decina di pagine, come per esempio il n. 1236 del 1911 Istruzione Elementare e Popolare, a ponderosi volumi di migliaia di pagine come n. 190, un Codice di Pubblica Sicurezza del 1893. Normalmente la veste grafica era economica anche se in alcuni casi era disponibile anche una versione rilegata più costosa, come per esempio del n. 2724 del 1925, un Codice della caccia, a cura di Emanuele Pietrocola, omonimo e nipote del fondatore della casa editrice. Questa collana editoriale, più di ogni altra, ha caratterizzato la produzione della Casa editrice E. Pietrocola attraversando in oltre sessanta anni non solo tutto l'arco della sua esistenza, ma anche gran parte della storia legislativa del Regno d'Italia fino alla seconda guerra mondiale. 

## La successione delle pubblicazioni

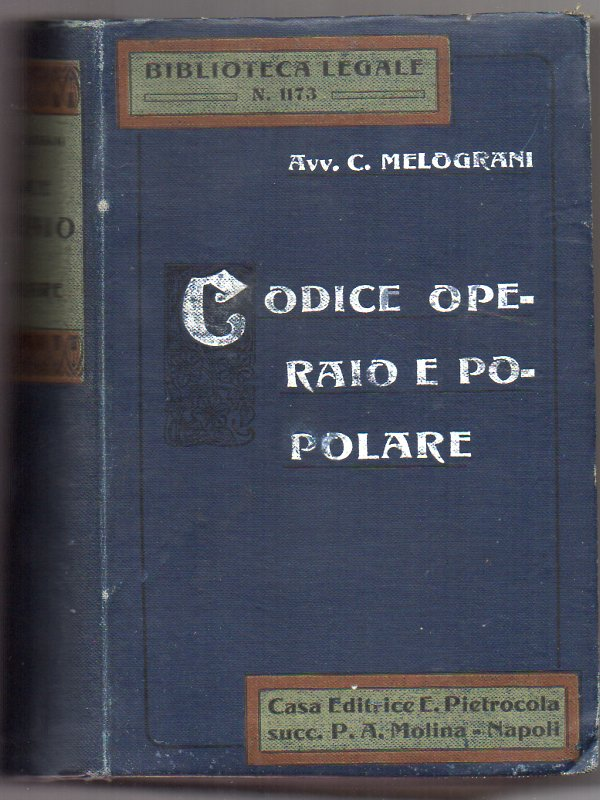
n.1173 del 1911

I primi numeri furono pubblicazioni sporadiche che non riportavano in copertina né il numero né il nome della serie che probabilmente fu ideata in seguito includendo anche questi nei cataloghi. Così fu per Codice dell'elettore politico, primo numero pubblicato nel 1882, ed anche per il più voluminoso n.7 del 1885. Dopo la fondazione però le pubblicazioni appaiono nella copertina in una veste grafica semplice, abbastanza simile alla precedente che verrà mantenuta tale fino agli ultimi numeri della collana. Già lo stesso anno con il nome della collana e il numero troviamo per esempio un codice di procedura civile,il n.13 della serie, con note dell'avv.Luigi Lombardi autore di molti altri numeri in questo periodo iniziale. Anche Luigi Manzitti è autore di molti numeri della serie per esempio il n.50 del 1888 un codice notarileDue anni dopo nel 1890 troviamo il n.100 un corposo Codice Penale annotato da Giambattista Milano. Nel 1893 annotato dallo stesso autore e dal Manzitti troviamo già il n.200. Il ritmo di produzione aumenta. Il n.400, infatti, è pubblicato solo cinque anni dopo nel 1898. L'anno successivo non risulta invece alcuna pubblicazione. E'un'assenza eloquente perché il 1899 è l'anno della morte del fondatore, avvenuta quando aveva cinquantadue anni di età. L'azienda fu quindi rilevata da una cartiera di Varese, una ditta intitolata all'imprenditore varesino Paolo Andrea Molina, suo fondatore, tra i primi, se non il primo, ad utilizzare macchine per la produzione meccanica della carta in Italia e che aveva aperto una importante stamperia a Milano negli anni trenta del diciannovesimo secolo. Con il nuovo secolo dunque la denominazione viene integrata diventando Casa Editrice E. Pietrocola successore P.A. Molina. La nuova proprietà non cambia la fisionomia della collana. La produzione riprende. Nel 1900 troviamo il n.417, un Codice Civile annotato dal prof. Giuseppe Muller, autore anche di molti testi scritti per la Biblioteca Popolare E. Pietrocola, e dal direttore di collana. Lo stesso anno troviamo anche , reso consultabile su Internet Archive, il 431, Regolamento generale per l'istruzione elementare. Il catalogo del 1904 conta già circa 600 titoli. Quello del 1908 supera gli 850. L'anno seguente si supera il millesimo numero. Il secondo catalogo del 1913 conta 1408 titoli tra cui il n.1173 Codice operaio e popolare dell'avv.Carlo Melograni in versione rilegata che è del 1911. Dieci anni dopo, dello stesso autore,  troviamo il n.2365 Legislazione dei lavori pubblici Un salto di un altro migliaio di numeri ed eccoci nel 1935 con Nuovo Testo delle norme tecniche di edilizia con speciali prescrizioni per le località colpite dai terremoti. Un ultimo salto e arriviamo al 1943, l'ultimo anno in cui risultano pubblicazioni non solo della serie ma anche della sua casa editrice. Si ignorano i motivi di questa improvvisa cessazione di attività ma i devastanti Bombardamenti di Napoli di quell'anno lasciano supporre che possano esserne stati la causa.  	

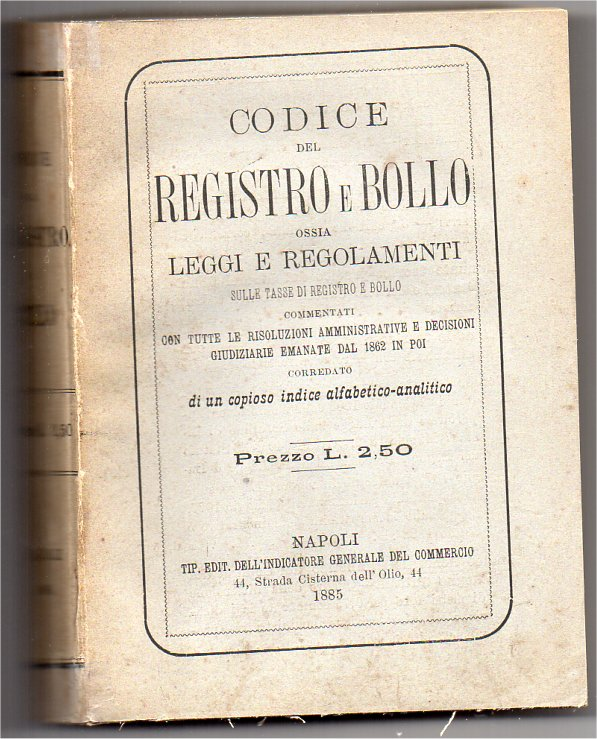
1884, n.7
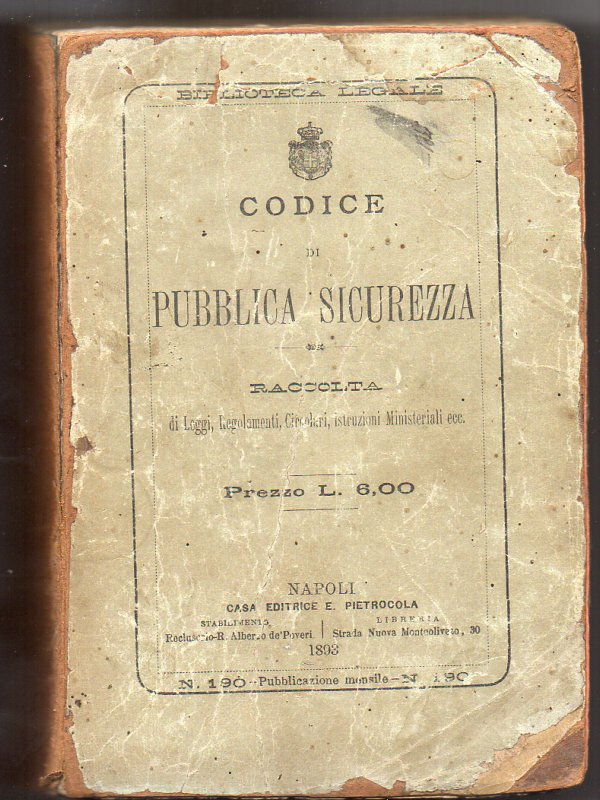
1893, n.190
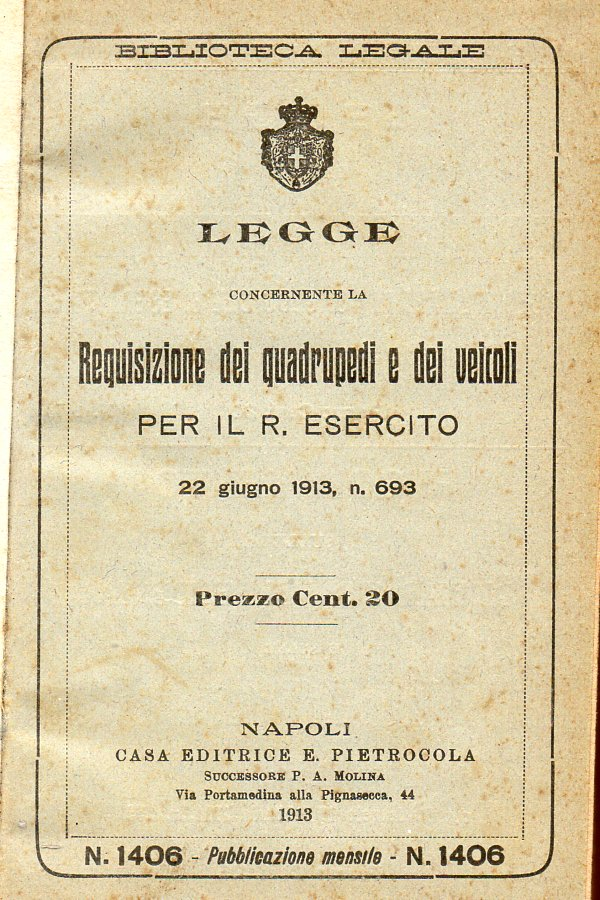
1913, n.1406
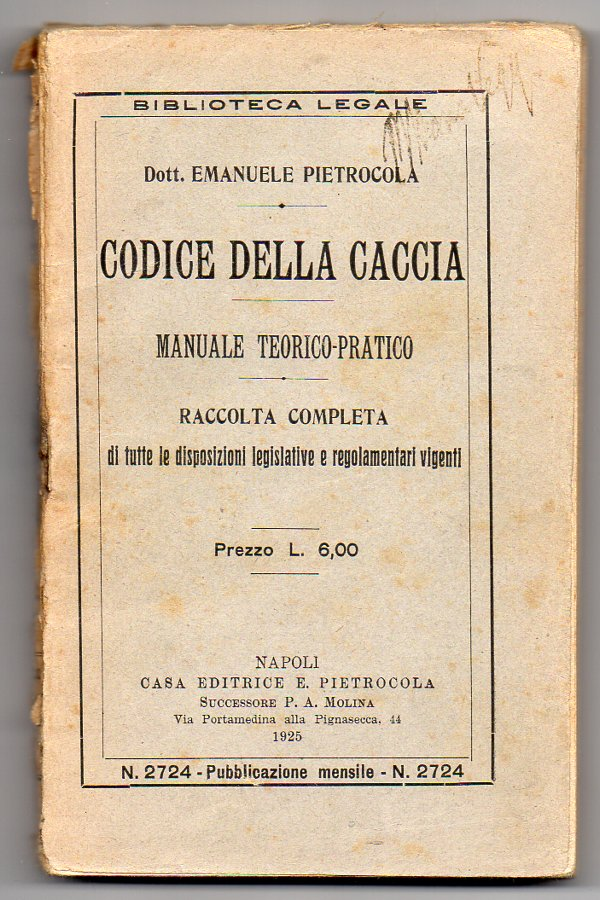
1925, n.2724
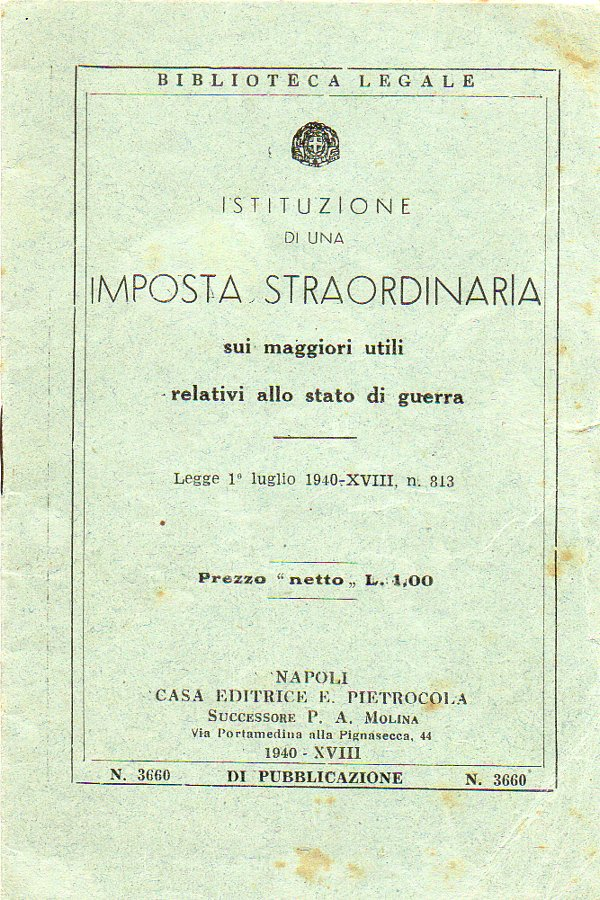
1940, n.3660